# Fakulta sociálních studií Ostravské univerzity
Fakulta sociálních studií (FSS) Ostravské univerzity (OU) je jednou z šesti fakult této vysoké školy.

## Historie
Vznikla 1. dubna 2008, základem fakulty se stala Katedra sociální práce, která původně spadala pod Fakultu zdravotnických studií.

## Studium
Na fakultě lze studovat dva bakalářské studijní programy (Socialní práce, Zdravotně sociální péče), pět navazujících magisterský program (Rozvoj a řízení v sociální práci, Sociální práce a kriminologie, Sociální práce a sociální podnikání, Sociální práce s rodinou, Zdravotně-sociální péče a rehabilitace) . Na škole se realizuje i výuka doktorského studia, a to v programu Sociální práce.

## Katedry a další pracoviště
- Katedra sociální práce
- Katedra zdravotně-sociálních studií
- Projektové oddělení

## Děkani
- prof. PaedDr. Oldřich Chytil, dr.h.c., Ph.D. (2009–2017)
- doc. PhDr. Alice Gojová, Ph.D. (2017–2025)
- prof. Mgr. Soňa Kalenda Vávrová, Ph.D. (od 2025)